# Stadtmauer Rheinbach

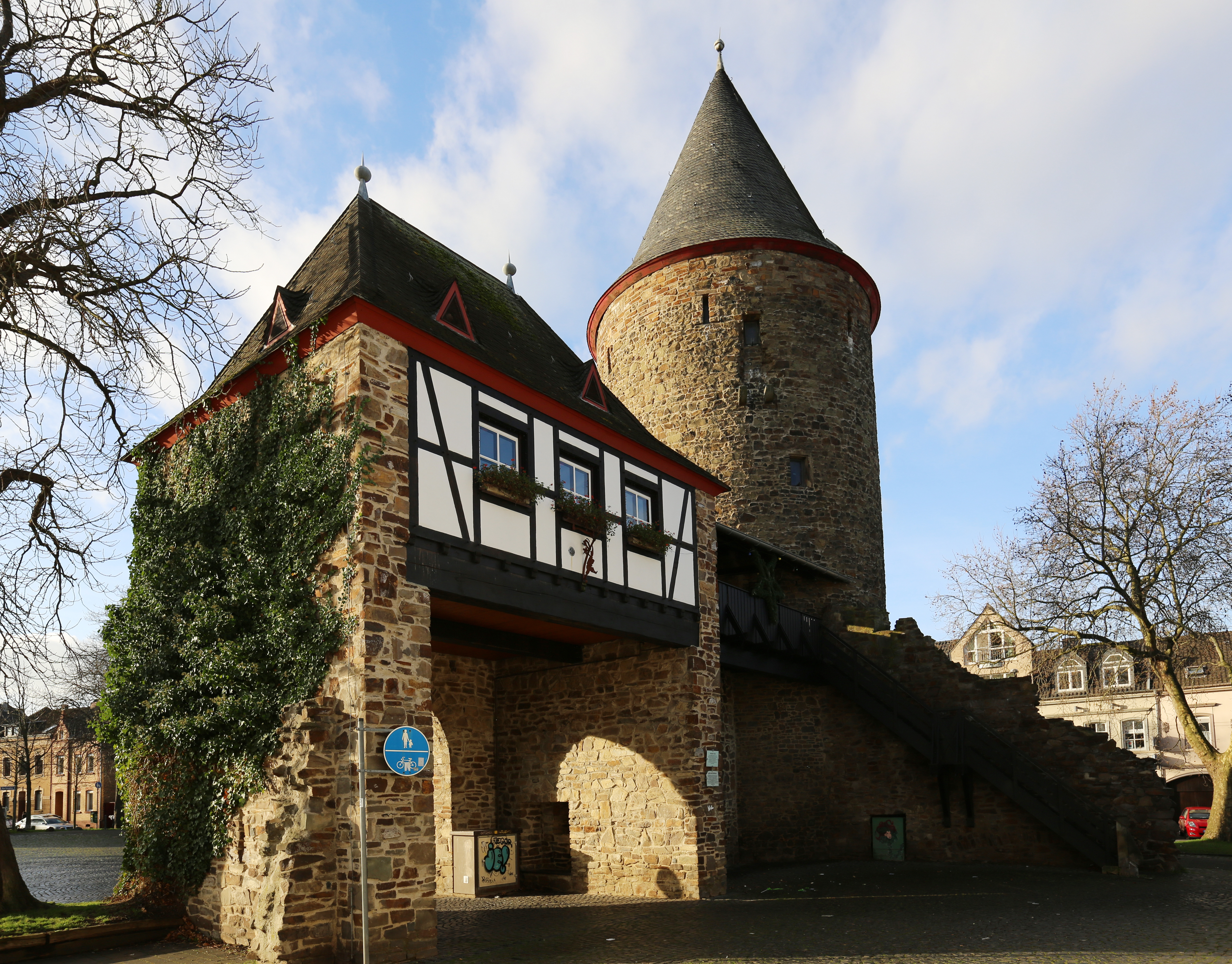
Einer von mehreren Türmen der Rheinbacher Stadtmauer

Die mittelalterliche Stadtmauer von Rheinbach, die etwa zur Wende vom 13. auf das 14. Jahrhundert errichtet wurde, ist heute nur noch in Form einiger Türme sowie weniger Teilstücke vorhanden. Die ehemalige Befestigung Rheinbachs, zu der auch die Rheinbacher Burg gehörte, wird seit den 1980er Jahren als touristisch bedeutend angesehen und so kommt es seit Ende des 20. Jahrhunderts zu Teilrekonstruktionen.

## Geschichte
Die Ritter von Rheinbach hatten als Vertreter des Klosters von Prüm zum Ende des 12. Jahrhunderts eine steinerne Burg in Rheinbach errichtet. Nach dem Übergang Rheinbachs an das Kölner Erzbistum Mitte des 13. Jahrhunderts begannen die Ritter nach mehr Eigenständigkeit zu streben. So wurde ab etwa 1290 mit dem Bau einer Stadtmauer begonnen. Ausgangspunkt der neuen Befestigung war die mittlerweile um eine sich nach Osten erstreckende Vorburg erweiterte Burganlage, die in die neue Stadtbefestigung integriert wurde.

### Verlauf
Die Vorburg verfügte an ihrem östlichen Ende über einen Halbturm, den „Hundsturm“. Der Bergfried der Hauptburg, der heutige Hexenturm, war einer der drei Volltürme der Stadtbefestigung. Die gesamte Befestigung war etwa 1200 Meter lang, verlief im Norden halbrund und war im Süden abgekantet. Sie umfasste ein Stadtgebiet von rund 11,5 Hektar.
Die Stadtmauer erstreckte sich von der Burg im Südosten der Stadt – entlang dem heutigen Bungert – nach Norden zum als Gefängnis genutzten Kallenturm (ein rechteckiger Vollturm) und nach Westen entlang dem heutigen Parkplatz (Himmeroder und Prümer Wall) zum Wasemer Turm (ein runder Vollturm). Vom Wasemer Turm nach Norden hin und im Nordbogen selbst verlief die Stadtmauer entlang den heutigen Straßen Pützstraße, Grabenstraße und Löherstraße. An der Ostflanke entstand das „Voigtstor“, von hier führte die Rheinbacher Hauptstraße als Teil der Aachen-Frankfurter Heerstraße quer durch die Stadt bis zum  „Dreeser Tor“ auf der Westseite. Später wurde ostwärts an den Wasemer Turm angelehnt ein drittes Tor errichtet, das „Neutor“. Dieses im 19. Jahrhundert abgerissene Tor wurde im Jahr 1983 komplett rekonstruiert und mit dem Wasemer Turm verbunden. Zwischen Wasemer Turm und dem Burgturm wurden zwei runde Halbtürme in die Stadtmauer eingesetzt. Insgesamt verfügte die Stadtbefestigung über acht Voll- und Halbtürme; zwei Halbtürme befanden sich an der Nordseite der Stadtmauer.

### Kirche
Die Integration der Heerstraße in die Stadtummauerung hatte wirtschaftliche Gründe. Weitere Überlegungen zu der Lage der zu erstellenden Stadtmauer sind nicht bekannt. Auffällig ist, dass die Stadtmauer nur die wichtigsten Höfe von Rheinbach umschloss, und zwar die vier Höfe der Prümer Klosters („Himmeroder Hof“, „Junkerhof“, „Stadelhof“ und  „Meerkatzhof“) und den Hof des Grafen von Manderscheid. Die Pfarrkirche und der anbei gelegene Zehnthof blieben dagegen extra muros – möglicherweise wegen eines einige Jahre vorher nachgewiesenen Streites der Rheinbacher Ritter mit dem Stift Münstereifel, den Patronatsherren der Pfarrkirche.
Um 1320 wurde innerhalb der Stadtmauern eine der Heiligen Jungfrau und dem Heiligen Georg geweihte Kapelle errichtet; heute befindet sich an dieser Stelle die später errichtete Martinskirche. Im Laufe der Zeit wurde die innerhalb der schützenden Stadtmauern liegende Kapelle bei den Rheinbachern beliebter als die außerhalb liegende Mutterkirche, weshalb in der Stadtkirche ab Beginn des 17. Jahrhunderts alle liturgischen Dienste verrichtet, das Allerheiligste aufbewahrt und die Sakramente gespendet wurden. Die alte Pfarrkirche auf dem St.-Martin-Friedhof wurde ab dann nur noch für die freitägliche Stiftsmesse, als Prozessionsziel und für Begräbnisgottesdienste genutzt.

### Himmeroder Hof
Im Jahr 1317 – während der Arbeiten an der neuen Stadtmauer – entschied das Kloster Himmerod, die zentrale Hebe- und Verwaltungsstelle für die Himmeroder Besitzungen der Gegend von Rheinbachweiler nach Rheinbach zu verlegen. Der in Rheinbach etablierte „Himmeroder Hof“ finanzierte nun den Bau eines Teilstückes (16 Ruten) der Stadtmauer. In einem Dokument vom 15. Juni 1344 bekundete der Kölner Erzbischof Walram von Jülich, dass die Himmeroder zur Befestigung der Stadt Rheinbach beigetragen hätten und deshalb „für alle Zeiten“ von Steuern und Fuhrdiensten zum Erhalt der Befestigungsanlage befreit seien. Der Vorgang war keineswegs ungewöhnlich; Zisterzienser bezahlten auch in anderen Städten für den Bau von Befestigungsanlagen, wie die Eberbacher in Oppenheim und Boppard oder die Himmeroder auch in Wittlich.
Im Jahr 1323 war der Bau der Rheinbacher Befestigung, die auch einen umlaufenden Wassergraben beinhaltete, abgeschlossen. Der Abbruch der zunehmend zerfallenden Stadtmauer begann ab 1820, um der sich entwickelnden Stadt mehr Raum zu geben. Von den sechs runden Halbtürmen wurden in den letzten Jahren der untere Teil des „Windmühlenturms“ (heute befindet sich hier ein öffentliches WC) und des „Bocksturms“ wieder aufgemauert. Auch an anderen Stellen werden Teile der alten Mauer rekonstruiert.